# Rimularia hensseniae
Rimularia hensseniae är en lavart som beskrevs av Hertel & Rambold. Rimularia hensseniae ingår i släktet Rimularia och familjen Trapeliaceae.   Inga underarter finns listade i Catalogue of Life.